# Lars-Olov Edström
Lars-Olov Edström, född 3 april 1955, är en svensk före detta professionell ishockeyspelare (back).
Han spelade bl.a. för Luleå HF åren 1977-1983.